# Santa Maria (Monteleone d'Orvieto)
Santa Maria è la frazione più popolosa del comune di Monteleone d'Orvieto (TR), posta nella parte più a sud del comune, confinante con Fabro.
Secondo i dati del censimento Istat 2001  Archiviato il 4 marzo 2016 in Internet Archive., gli abitanti sono 606; il paese si trova a 254 m s.l.m..
Il nome della frazione deriva dalla chiesa di Santa Maria Maddalena, presente all'interno dell'abitato.
Il centro, attraversato dalla SS 71 Umbro Casentinese (oggi SR 71), è diviso dal fosso omonimo.
La frazione è adagiata nella lunga e stretta Val di Chiana, non molto distante dal fiume Chiani. L'abitato è ubicato a circa 2 km dalla stazione ferroviaria e dal casello autostradale dell'A1 di Fabro.

## Storia

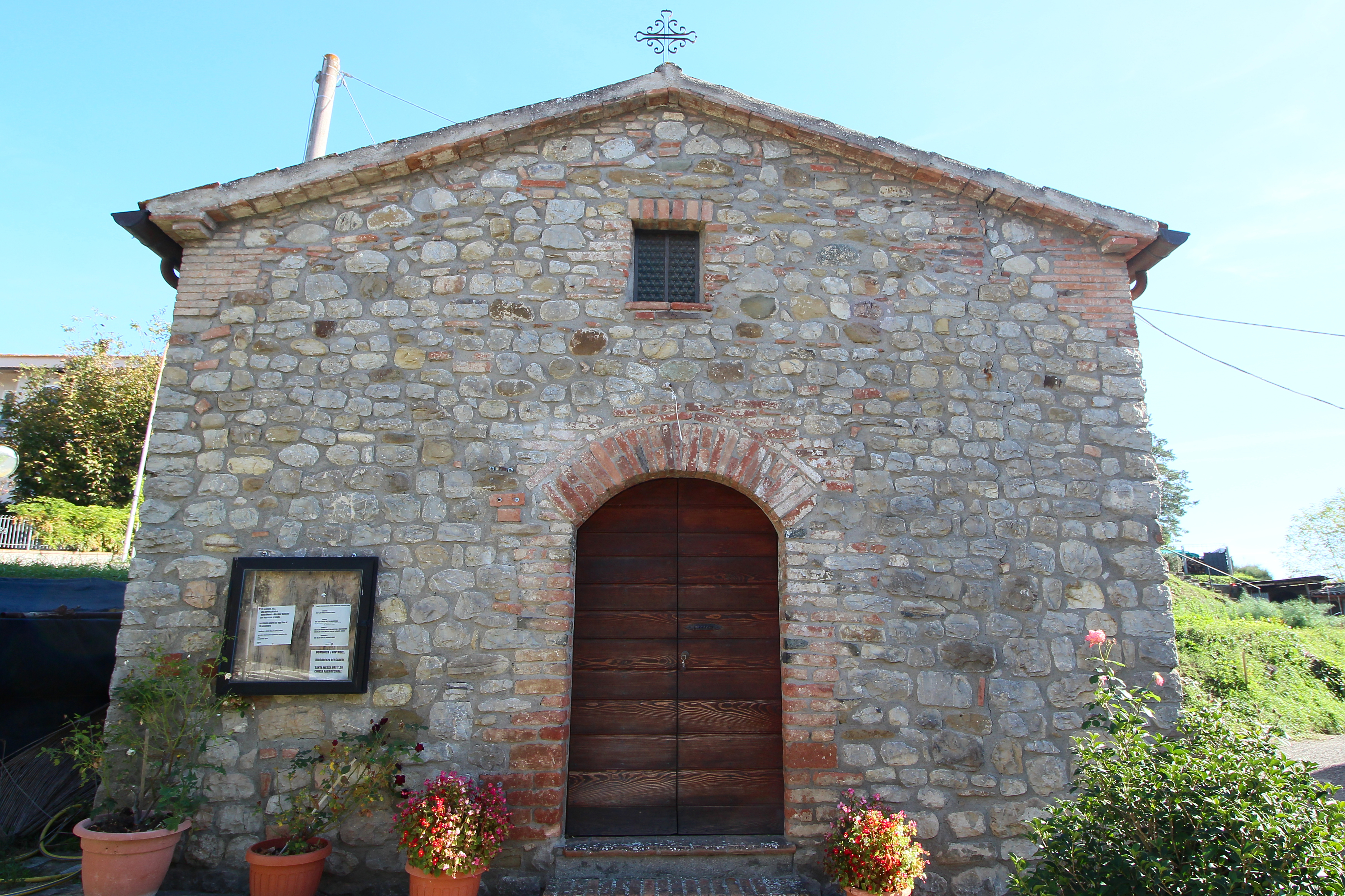
La chiesa di Santa Maria Maddalena

Negli anni novanta sono venuti alla luce, nei giardini pubblici di Santa Maria allora in costruzione, degli antichi resti di una fornace ed una tomba del I–II secolo d.C.: rappresentano le più antiche testimonianze storiche del comune di Monteleone d'Orvieto. La tomba ha uno stile costruttivo detto "alla cappuccina", con file di tegole spioventi come tetto.
La presenza della tomba molto povera sta a significare che, nella zona dove adesso sorge Santa Maria, vi era un abitato probabilmente rurale; sono a tal proposito da ricordare due importanti elementi:
- mentre nel Medioevo la Valdichiana era un putrido acquitrino, nell'epoca etrusco-romana era fertile ed il Chiani navigabile;
- la frazione sorge a poca distanza dal punto dove anticamente passava l'importantissima via Cassia.

La chiesa di Santa Maria Maddalena, da cui la frazione prende il nome (anticamente Santa Maria del Borgo), è un'antica costruzione religiosa: aveva una campana con data di fusione risalente al 1500, quindi la chiesa risale almeno alla fine del XV o inizi del XVI secolo.
Già nel 1600, tra i canonicati della Collegiata, ne esisteva uno con relativo beneficio ecclesiastico intitolato alla natività della Madonna: il titolare di tale beneficio doveva provvedere alla assistenza e cura dei fedeli della collina soprastante.
In un documento del XVIII secolo vi è scritto che nell'altare si trovava una Icona con dipinta la Santa.

## Monumenti e luoghi d'arte
- Chiesa di Santa maria Maddalena, risalente al XVI secolo.

## Associazioni, sport e manifestazioni
- La frazione è conosciuta per l'organizzazione, ogni anno, della "Sagra degli gnocchi", la maggiore manifestazione del comune di Monteleone d'Orvieto e dell'area dell'Alto Orvietano.

## Economia
La frazione ha l'economia più florida del paese: basata sulle attività commerciali, agriturismo ed artigianato. È prevista anche una zona artigianale e commerciale rilevante a ridosso del centro abitato.